# Esperantina (Tocantins)
Esperantina is een gemeente in de Braziliaanse deelstaat Tocantins. De gemeente telt 8.445 inwoners (schatting 2009).